# Olympische Sommerspiele 1980/Teilnehmer (Malta)
| Gelbes Symbol für Goldmedaillen mit stilisierten Olympischen Ringen | Graues Symbol für Silbermedaillen mit stilisierten Olympischen Ringen | Braundes Symbol für Bronzemedaillen mit stilisierten Olympischen Ringen |
| ------------------------------------------------------------------- | --------------------------------------------------------------------- | ----------------------------------------------------------------------- |
| —                                                                   | —                                                                     | —                                                                       |

Malta nahm an den Olympischen Sommerspielen 1980 in Moskau mit einer Delegation von acht Sportlern teil. Unter ihnen war erstmals eine Frau vertreten. Es war die siebte Teilnahme Maltas an Olympischen Sommerspielen. Zum Fahnenträger bei der Eröffnungsfeier wurde der Sportschütze Frans Chetcuti gewählt.

## Teilnehmer nach Sportarten

### Bogenschießen
| Herren       |        |      |    |      |    |      |    |    |
| Leo Portelli | Einzel | 860  | 38 | 947  | 38 | 1807 | 38 | 38 |
| Damen        |        |      |    |      |    |      |    |    |
| Joanna Agius | Einzel | 1052 | 29 | 1067 | 27 | 2119 | 28 | 28 |

### Radsport

#### Straße
| Athleten                                                   | Wettbewerb            | Zeit            | Rang |
| ---------------------------------------------------------- | --------------------- | --------------- | ---- |
| Herren                                                     |                       |                 |      |
| Joseph Farrugia                                            | Straßenrennen         | Aufgabe         | -    |
| Albert Micallef                                            | Straßenrennen         | disqualifiziert | -    |
| Carmel Muscat                                              | Straßenrennen         | Aufgabe         | -    |
| Alfred Tonna                                               | Straßenrennen         | Aufgabe         | -    |
| Joseph Farrugia Albert Micallef Carmel Muscat Alfred Tonna | Mannschaftszeitfahren | 2:23:50,1 h     | 20   |

### Schießen
| Herren         |      |     |    |
| Frans Chetcuti | Trap | 179 | 51 |
| Lawrence Vella | Trap | 189 | 11 |

## Weblink
- Olympiamannschaft Maltas 1980 in der Datenbank von Sports-Reference (englisch; archiviert vom Original)